# 26a Brigada Mixta (Exèrcit Popular de la República)
La 26a Brigada Mixta va ser una unitat de l'Exèrcit Popular de la República creada durant la Guerra Civil Espanyola.

## Historial
La unitat es va organitzar a la fi de 1936 en la Serra de Somosierra a partir de diversos batallons de voluntaris que es trobaven presents en la zona des de finals de juliol, després de la batalla de Guadarrama. El capità d'infanteria Gabriel Bueno Orgaz es va fer càrrec del comandament de la brigada. La 26a BM va quedar adscrita a la 1a Divisió del I Cos d'Exèrcit, quedant a càrrec de la defensa del sector de Somosierra i amb el seu lloc de comandament a Loyozuela.
Posteriorment el comandament de la brigada va passar al capità d'enginyers Carlos Fabra Marín, que el va retenir durant la resta de la contesa. La 26a BM no va intervenir en cap operació militar destacada, limitant-se a labors de fortificació i petites escaramusses. Durant el cop de Casado, al març de 1939, Fabra va ser destituït i el seu lloc es va nomenar al major de milícies Julián Fernández Ávila.